# La cabeza de Joaquín Murrieta
La cabeza de Joaquín Murrieta es una serie de televisión mexicana de acción y aventura producida por Dynamo y Amazon Studios para Amazon Prime Video. dirigida por Mauricio Leiva-Cock, David Pablos y Humberto Hinojosa Ozcáriz. Esta protagonizada por Juan Manuel Bernal, Liam Sharpe, Alejandro Speitzer, Becky Zhu Wu, Steve Wilcox y Emiliano Zurita. Se estrenó el 19 de enero de 2023 en la plataforma de streaming, Prime Video.

## Sinopsis
Las aventuras de Joaquín Murrieta, una leyenda mexicana, y Joaquín Carrillo cuando se unen para enfrentarse a un enemigo común.

## Reparto
- Liam Sharpe como Oliver
- Juan Manuel Bernal como Joaquín Murrieta
- Alejandro Speitzer como Carrillo
- Becky Zhu Wu como Adela Cheng
- Yoshira Escárrega Godínez como Damace
- Steve Wilcox como Harry Love
- Emiliano Zurita como Casey
- Michael Wilson Morgan como Cristopher Kelly
- Gustavo Carr como Carrillo
- Andrew Leland Rogers como Ben
- Marc Dennis como Louis
- Dominic Bracco II como Dick
- Leidi Gutiérrez como Tayya
- Ricardo Uscanga como Quino
- Manuel Villegas como David Ochoa
- Vince Balanta cómo Antonio Fulsom
- Oscar Espino como Bimori
- Gabriel Cosme como Neya
- Chiara Parravicini como Jackie

## Episodios
La primera temporada consta de un total de 8 episodios filmados íntegramente en el Estado de Durango y los alrededores de la Ciudad de México.
| Título del Episodio | Número | Director            | Fecha de Estreno    |
| ------------------- | ------ | ------------------- | ------------------- |
| Oro                 | 1      | David Pablos        | 19 de enero de 2023 |
| Ceniza              | 2      | David Pablos        | 19 de enero de 2023 |
| Jaula               | 3      | David Pablos        | 19 de enero de 2023 |
| Plomo               | 4      | David Pablos        | 19 de enero de 2023 |
| Fiebre              | 5      | Mauricio Leiva-Cock | 19 de enero de 2023 |
| Ciervo              | 6      | Mauricio Leiva-Cock | 19 de enero de 2023 |
| Sombra              | 7      | Mauricio Leiva-Cock | 19 de enero de 2023 |
| Zorro               | 8      | Mauricio Leiva-Cock | 19 de enero de 2023 |